# Al Abyar
Al Abyār (al-Abyā) (tiếng Ả Rập: الأبيار Al Abyār) là một đô thị tại quận Al Marj, Libya, cách khoảng 62 km về phía đông của thành phố Benghazi và 36 km về tây nam của Al Marj. Năm 2010, dân số đô thị là khoảng 32.563 người.